# 李河镇
李河镇，是中华人民共和国重庆市万州区下辖的一个乡镇级行政单位。

## 行政区划
李河镇下辖以下地区：
国光社区、兴盛社区、油房坝社区、平安村、李河村、福世村、天地村、十字村、高升村、彭河村、骑龙村、荆煤村、七里村、棕花村、蒲团村、洞沟村和小城村。